# Tespesiasläktet
Tespesiasläktet (Thespesia) är ett växtsläkte i familjen malvaväxter med 17 arter. Några arter kan odlas som krukväxter i Sverige. De förekommer i tropiska områden i hela världen.